# 昭和残侠伝 唐獅子仁義
『昭和残侠伝 唐獅子仁義』（しょうわざんきょうでん からじしじんぎ）は、1969年の日本映画。監督はマキノ雅弘、主演は高倉健、製作は東映。任侠映画で『昭和残侠伝シリーズ』の第5作。

## あらすじ
昭和初期の東京。ヤクザの浅草蔵前組は雷門組に組長を殺された。蔵前組の花田秀次郎は雷門組に乗り込み、組長を切って仇をとった。雷門組にワラジを脱いでいた風間重吉は渡世の義理で秀次郎と一騎打ちしたが負かされ、その時の傷が元で左腕を失った。秀次郎は仙台刑務所に5年間服役したが、その間に蔵前組はシマを雷門組に奪われ、若い者たちは名古屋の石黒組に身を寄せた。
出所し、組の立て直しのために名古屋の舎弟の元に向かおうとする秀次郎。だが、秀次郎を仇と狙う雷門組の追手に狙われ、北大谷駅で途中下車した。追手を追い払ったが手に傷を負った秀次郎は、地元の芸者 おるい から手当てを受けた。
秀次郎を殺すために大谷にシマを持つ樺島組に助っ人を求める雷門の追手たち。樺島組には片腕となった重吉が飼われていたが、秀次郎の度胸を気に入っている重吉は助っ人を断った。
大谷は大谷石の一大産地で、樺島組は利権の拡大を狙っていたが、石切り場の大半は林田組が守っていた。林田組はヤクザのシノギをやめて採石場で働いていたが、若頭の峰岸龍平は樺島組に追われた秀次郎を匿ったために、樺島組に殺された。頭を下げる秀次郎に、「もとから狙われていた」と責任を取らせない林田組の組長。恩を感じて石切り場で働き始める秀次郎。石切り場を樺島組に襲撃されても、自身が襲われても、林田組の組長は若い者たちに報復を許さなかった。
芸者の おるい が風間重吉の女房だと知る秀次郎。樺島組は おるい の命と引き換えに重吉に刺客の役を命じ、切り結ぶ秀次郎を拳銃で狙う算段も整えた。しかし、果し合いの場で銃弾に倒れたのは、止めに入った おるい だった。
一宿一飯の恩義はあるが、おるい を殺された重吉は、秀次郎と共に樺島組に切り込み討ち死にした。樺島組を切り倒した血まみれの秀次郎を、駆け付けた官憲たちは遠巻きに取り囲んだ。

## スタッフ
- 監督：マキノ雅弘
- 企画：俊藤浩滋、吉田達
- 脚本：山本英明、松本功
- 撮影：坪井誠
- 録音：小松忠之
- 照明：川崎保之丞
- 美術：藤田博
- 編集：田中修
- 助監督：内藤誠
- 殺陣：日尾孝司
- 進行主任：伊藤源郎
- 装置：吉田喜義
- 装飾：武井正二
- 記録：宮本衣子
- 現像：東映化学工業株式会社
- 音楽：菊池俊輔
  - 主題歌：「昭和残侠伝」（キングレコード）
  - 作詞作曲：水城一狼
  - 唄：高倉健

## 出演者
- 花田秀次郎：高倉健
- おるい：藤純子
- 岩波藤吉：待田京介
- 京子：小林千枝（新人）
- お峰：夏珠美
- 峰岸竜平：山本麟一
- 椎名仙太：曽根晴美
- 植松勘三：高野真二
- 浅野幸太郎：御木本伸介
- 佐兵衛：左卜全
- 白鞘の辰：藤山浩二
- 料理屋の女将：南風夕子
- 繁次：宮土尚治
- ：沢彰謙
- ：植田灯孝
- ：佐藤晟也
- ：団巌
- ：山田彰
- ：河合絃司
- ：北川恵一
- ：亀石征一郎
- ：小林稔侍
- ：土山登士幸
- ：清見晃一
- ：高須準之助
- ：山田甲一
- ：志摩栄
- ：久地明
- ：滝島孝二
- ：伊達弘
- 樺島岩蔵：河津清三郎
- 林田伝之助：志村喬
- 風間重吉：池部良

## 興行
日本公開は同年3月6日で併映は『妾二十一人 ど助平一代』。